# Vindemiatrix
Vindemiatrix (Epsilon Virginis, ε Vir, 47 Virginis), in italiano Vendemmiatrice, è una stella della costellazione della Vergine. 
 
Ha una magnitudine apparente di +2,83 ed è la terza più brillante della costellazione, dopo Spica (α Virginis) e Porrima (γ Virginis), considerando congiuntamente le due componenti di quest'ultima.

## Osservazione
Si tratta di una stella situata nell'emisfero celeste boreale, ma molto in prossimità dell'equatore celeste; ciò comporta che possa essere osservata da tutte le regioni abitate della Terra senza alcuna difficoltà e che sia invisibile soltanto nelle aree più interne del continente antartico. Nell'emisfero nord invece appare circumpolare solo molto oltre il circolo polare artico, più a nord della latitudine 80°N. La sua magnitudine pari a 2,83 le consente di essere scorta con facilità anche dalle aree urbane di moderate dimensioni.

## Caratteristiche fisiche
Situata a 102 anni luce dal Sistema Solare, Vindemiatrix è una stella gigante gialla di tipo spettrale G8III con una temperatura superficiale di 5040 K. 

La sua luminosità è 83 volte superiore a quella del Sole e il suo raggio è 11,4 volte più grande del raggio solare. 

La sua metallicità è circa il 30 % superiore a quella del Sole ([Fe / H] = + 0,13) ed è un'importante fonte di raggi X,   ciò indica una grande attività magnetica sulla superficie. La radiazione X emessa dalla stella è 300 volte superiore a quella emessa dal Sole, solo Capella (α Aurigae), Deneb Kaitos (β Ceti) e 24 Ursae Majoris la superano. 

Con una massa di 2,6 masse solari, la sua età è stimata in 560 milioni di anni, quando cominciò la sua vita nella sequenza principale come stella bianco-azzurra di tipo B.
Vindemiatrix fa probabilmente parte della corrente delle Iadi, un'associazione stellare forse sfuggita all'omonimo ammasso stellare delle Iadi.

## Etimologia e cultura
Il nome Vindemiatrix significa "la vendemmiatrice" ed è la traduzione latina del greco Protrugeter, Protrugetes o Trugeter. Con questo nome figura nelle tavole alfonsine ed è quello che è prevalso fino ai nostri giorni. 

Precedentemente, durante l'Impero Romano, era conosciuta come Vindemiator, Vindemitor e Provindemiator; a quei tempi sorgeva alle prime luci dell'alba verso la fine di agosto e per questo segnava il momento della vendemmia. A causa della precessione degli equinozi la stella non sorge più a quell'ora alla fine di agosto, il suo posto è oggi occupato dalle stelle della costellazione del Leone.
L'astronomo italiano Giovanni Battista Riccioli chiamava la stella Protrigetrix, in Cina era conosciuta come Tsze Tseang, "il secondo generale", nel mondo arabo viene chiamata Almuredín e Alaraph.  

Nell'antica Arabia, insieme a Minelava (δ Virginis), Zaniah (η Virginis) e Porrima (γ Virginis), formava la figura Al 'Awwa', che significa cane che abbaia.
Secondo Ovidio, Dioniso (Bacco), addolorato per la morte del suo amante Ampelo, l'ha trasformato nella stella Vindemiatrix.